# Hard Day (chanson de George Michael)
Pour le film sud-coréen, voir Hard Day.
Singles de George Michael
Faith
(1987) Father Figure
(1988)
Hard Day est une chanson de George Michael, sortie en single en 1987. Hard Day est le troisième single extrait de l'album Faith.
Le single est uniquement sorti aux États-Unis et en Australie sous format vinyle. Dans le single de Hard Day, on trouve un remix de la chanson par Shep Pettibone ainsi que la version longue de I Want Your Sex, intitulée « Monogamy Mix ». Par ailleurs, Hard Day est également présente sur la face B du single de I Want Your Sex en 1987.
En 1987, Hard Day est arrivée 5e du hit-parade américain Dance Club Songs.